# 杜拉尔鄂温克民族乡
杜拉尔鄂温克民族乡是中华人民共和国内蒙古自治区呼伦贝尔市莫力达瓦达斡尔族自治旗下辖的一个民族乡。

## 行政区划
杜拉尔鄂温克民族乡下辖以下村级行政区划单位：
查哈阳村、吾都海拉松村、瓦西格奇村、特吾浅村、尼西空海拉松村、杜克塔尔村、后沃尔奇村、前沃尔奇村、西沃尔奇村和初鲁格奇村。